# Ptiolina paradoxa
Ptiolina paradoxa är en tvåvingeart som först beskrevs av Jaennicke 1867.  Ptiolina paradoxa ingår i släktet Ptiolina och familjen snäppflugor. Inga underarter finns listade i Catalogue of Life.